# Un gran casino
Un gran casino ist ein österreichischer Essayfilm von Daniel Hoesl aus dem 2025 über das Casinò di Campione.

## Inhalt
Ein alter Mann und eine Junge stehen vor der Baustelle des Casinò die Campione in der italienischen Exklave Campione d’Italia. Der alte Mann bedauert, dem Neubau des Casions zugestimmt zu haben. Danach wechselt der Film zu Schwarz-weiß und eine Frauenstimme stellt philosophische Überlegungen zur Bedeutung von Spiel und Kapitalismus an. Diese ist nach einigen Szenen als Sandra Ceccarelli erkennbar. Daneben ist der Musiker Andreas Spechtl zu sehen, wie er mit dem Auto fährt oder das Casino besucht.

## Produktion
Der Film basiert auf dem gleichnamigen Werk von Thomas Köck. Er wurde im Mai und Juni 2023 vor Ort gedreht und wurde vom Österreichischen Filminstitut und anderen Stellen gefördert. Der ORF war an der Produktion beteiligt. Der Film feierte Ende Januar 2025 beim International Film Festival Rotterdam Premiere und lief im Juni beim Filmfest München.

## Rezeption
Esther Buss von Diagonale: „Während Geld vernichtet wird und sich neue Werte herausbilden, schwebt über allem irrationalen Geschehen die „unsichtbare Hand“: eine vermeintlich unbestimmte, gar göttliche Instanz, die die Kapitalströme ordnet und reguliert. Auch Engel zählen in diesem düsteren Reich zum festen Personal.“
Martin Dadak von Uncut: „David Hoesls ‚Un gran casino‘ warnt anhand eines kleinen Beispiels vor einer dunklen Zukunft – und regt zum Nachdenken an, ob unsere Gesellschaft vielleicht auf die falschen Zahlen setzt.“

## Auszeichnungen (Auswahl)
- 2025: Filmfest-München-Nominierung im Wettbewerb Cinerebels